# Marcus Böhme
Marcus Böhme (Berlino, 25 agosto 1985) è un pallavolista tedesco, centrale del Friedrichshafen.

## Carriera

### Club
La carriera di Marcus Böhme inizia giocando nelle giovanili prima del Preußen Berlin, dello Charlottenburg di Berlino e poi dell'Olympia Berlino. Nella stagione 2005-06 fa il suo esordio nella pallavolo professionista, ritornando a giocare nel Charlottenburg, dove resta per quattro stagioni. Nella stagione 2009-10 passa al Friedrichshafen, in cui milita per tre annate, vincendo due scudetti consecutivamente e una Coppa di Germania.
Nella stagione 2012-13 si trasferisce in Italia, nell'Altotevere di San Giustino, in Serie A1, per poi ritornare l'annata seguente in 1. Bundesliga con la maglia dell'Unterhaching. Per il campionato 2014-15 è in Turchia ingaggiato dal Fenerbahçe, nella Voleybol 1. Ligi. Nel campionato successivo si reca invece in Polonia, dove difendi i colori del Cuprum Lubin, in Polska Liga Siatkówki.
Nella stagione 2017-18 si trasferisce nella Volley League greca, difendendo i colori dell'Olympiakos, con cui si aggiudica due Coppe di Lega e altrettanti scudetti. Dopo due annate con la formazione ellenica, nel campionato 2019-20 è di scena nella Superliga russa con la Dinamo-LO, mentre poco dopo l'inizio del campionato seguente fa ritorno al Friedrichshafen, vincendo un'altra Coppa di Germania.

### Nazionale
Fa parte delle selezioni tedesche giovanili, vincendo nel 2004 la medaglia di bronzo al campionato europeo Under-20.
Nel 2005 ottiene le prime convocazioni in nazionale maggiore, con la quale vince la medaglia d'oro all'European League 2009 e quella di bronzo al campionato mondiale 2014. In seguito conquista l'oro ai I Giochi europei e l'argento al campionato europeo 2017.

## Palmarès

### Club
- Campionato tedesco: 2

2009-10, 2010-11
- Campionato greco: 2

2017-18, 2018-19
- Coppa di Germania: 2

2011-12, 2021-22
- Coppa di Lega: 2

2017-18, 2018-19

### Nazionale (competizioni minori)
- Campionato europeo Under-20 2004
- European League 2009
- Giochi europei 2015

### Premi individuali
- 2003 - Campionato europeo Under-19: Miglior muro
- 2014 - Campionato mondiale: Miglior centrale
- 2017 - Campionato europeo: Miglior centrale